# Машимбаев, Серик Мектепович
Серик Мектепович Машимбаев (22.11.1939 — 23.06.2020) — известный историк, учёный, педагог, доктор исторических наук, профессор, общественный деятель, Академик Академии гуманитарных наук РК, «Победитель социалистического соревнования», «Почётный работник образования РК».

## Биография
Родился 22 ноября 1939 года в селе Қарасу Казталовского района Западно Казахстанской области.
В 1957 году окончил среднюю школу в селе Болашак. В 1957—1960 гг. учился в Уральском сельскохозяйственном техникуме по специальности «зоотехник».
С 1963 по 1967 год учился на историческом факультете Казахского государственного университета имени С. М. Кирова.
В 1985 году защитил кандидатскую диссертацию на тему «История русско-казахских отношений в первой половине XIX века (на примере казахов Младшего жуза 1731—1827 гг.)», а затем в 2001 году и докторскую диссертацию на тему «История государственных учреждений Российской империи в Казахстане».

## Трудовая деятельность
• 1967—1968 — учитель Бостандыкской средней школы Казталовского района
• 1968—1969 — заместитель по учебно-воспитательной работе директора Казталовской средней школы имени Алмы Оразбаевой
• 1970—1971 — заместитель директора Алматинского ГПТУ 90
• 1971—1983 — старший преподаватель кафедры всеобщей истории исторического факультета Казахского государственного университета имени С. М. Кирова.
• 1983—1989 — старший преподаватель кафедры археологии и этнологии исторического факультета КазГУ имени С. М. Кирова.
• 1989—1995 — доцент кафедры и профессор международных отношений и новой истории исторического факультета КазГУ им. С. М. Кирова.
• 1995—2005 — заведующий кафедрой новой и новейшей истории зарубежных стран исторического факультета КазНУ имени Аль-Фараби
• 2006—2020 — профессор кафедры «Всемирной истории, историографии и источниковедения» КазНУ имени Аль-Фараби

## Научная деятельность
Автор 8 монографий и более 200 научных статей и 6 учебников, 11 учебных пособий и 3 электронных учебника. Он выдающийся учёный, изучавший историю Казахстана и мира и внёсший вклад в развитие этой области.
• Монографии:
«Патшалық Ресей отарлық саясаты» (1994), «Патшалық Ресейдің Қазақстандағы мемлекеттік басқару мекемелерінің тарихы» (2000), «Әбілқайыр хан» (2007), «Дүниежүзі жэне Қазақстан тарихының кейбір өзекті мәселелері» (2010), «Еуропалық Одақ елдері жэне Қазақстан республикасы» (2012), в соавторстве с Г. С. Машимбаевой «Патшалық Ресей мен Кеңес империясының Қазақстанды рухани отарлау саясатының зардаптары (XIX ғасырдың 70-жылдары мен XX ғасыр)» (2014), «Сырым Датұлы (1742—1802 жж.)» (2015), «Қос өзен аралығындағы Казталов ауданының тарихы» (2016)
• ТРУДЫ, ИЗДАННЫЕ ПОД РЕДАКЦИЕЙ С. М. МАШИМБАЕВА
1. Дүниежүзі тарихы : хрестоматия : жалпы білім беретін мектептің 6-сыныбына арналған / қүраст. : С. Мәшімбаев, С. Тортаев, М. Маженова ; ҚР Білім жэне ғылым министрлігі. -Алматы : Атамұра, 2018. — 141, [1] б.
2. Дүниежүзі тарихы (1945 — бүгінгі күнге дейін) : хрестоматия : 12 жылдық мектептің 10-сыныбына арналған байқау оқу құралы / қүраст. : Қ. Т. Жүмағүлов, Г. К. Көкебаева,С. М. Мәшімбаев, М. С. Байсымақова. — Алматы : Мектеп, 2012. — 108 6.
3. Дүниежүзі тарихы : хрестоматия : жалпы білім беретін мектептің 7 (6) — сыныбына арналған / құраст.: С. Мәшімбаев, М.Маженова, С. Тортаев. — Алматы : Атамұра, 2017. — 160 б.
4. Еуропа жэне Америка елдерінің қазіргі заман тарихы : оқулық бағдарламасы / қүраст. С. Мәшімбаев ; Әл-Фараби атындағы ҚазМ¥У — Алматы : Қазақ ун-ті, 2000. — 13 6.
5. Жұмағұлов Қалқаман Түрсынұлы : биобиблиографиялық көрсеткіш / қүраст. : Ж. Қ. Таймағамбетов, С. М. Мәшімбаев, Е. Т. Қартабаева, Г С. Беделова; жауапты ред. 3. А. Мансұров; ред. Т. Нүрғалиева, Г. С. Коурдакова ; Әл-Фараби атын. Қаз¥У. -Алматы : Қазақ ун-ті, 2008. — 136 б.
6. Қазақ көтерілістері / ред. алқа : Ж. Тойбаева, Н. Мауытов,Ғ. Жандыбаев, К. Қошым-Ноғай, Д. Наушабай; ред. кеңес : Р. Алшанов, Б. Жақып, С. Арпабеков, X. Әбжанов, Ж. Боранбай, Ғ.Жандыбаев, Н. Жетпісбай, М. Қойгелдиев, Н. Мауытов, С.96 Мәшімбаев, Б. Нәсенов, Т. Омарбеков, Р. Оразов, А. Мұсафина. — Алматы, 2015. − 616 6.
7. ҚазМУ хабаршысы. Тарих сериясы = Вестник КазГУ. Серия историческая. № 3 / ред. алқа : М. К. Қойгельдиев, Д. И. Дулатова, К. С. Қаражанов, Қ. Т. Жұмағұлов, А. Т. Төлеубаев, К. Н. Бурханов, С. М. Мәшімбаев, Т. О. Омарбеков, У. X. Шәлекенов, Н. Д. Нұртазина, С. К. Жақыпбеков, А. Махаева; ӘлФараби атындағы ҚазУУ. — Алматы : Қазақ ун-ті, 1996. — 208 б.
8 . Қартабаева, Е. Т. Шығыс феодализмі: оқу құралы / Е. Т. Қартабаева, С. Ә. Тортаев; пікір жазған : С. М. Мәшімбаев, Л. Т.Қожакеева ; Әл-Фараби атын. ҚазУУ. — Алматы : Қазақ ун-ті,2004. — 44 б.
9. Орта ғасырлардағы дүниежүзі тарихы : жалпы білім беретін мектептің 7-сыныбына арналған оқулық. — 2-бас., өңд. — Алматы : Атамұра, 2007. — 224 б .: сур., карта.
10. Орта ғасырлардағы дүниежүзі тарихы : жалпы білім беретін мектептің 7-сыныбына арналған оқулық. — 4-бас., өңд. — Алматы : Атамұра, 2016. — 224 б .: сур.
11. Орта ғасырлардағы дүниежүзі тарихы : хрестоматия : жалпы білім беретін мектептің 7-сыныбына арналған. — 2-бас. — Алматы : Атамұра, 2007. — 128 б.
12. Орта ғасырлардағы дүниежүзі тарихы : хрестоматия: жалпы білім беретін мектептің 7-сыныбына арналған / құраст.: С.Мәшімбаев [жэне т. б.]. — 4-бас. — Алматы : Атамүра, 2016.-142 б.
13. Орта ғасырлардағы дүниежүзі тарихы : хрестоматия: жалпы білім беретін мектептің 7-сыныбына арналған / құраст.: С.Мэшімбаев, М. Маженова, С. Тортаев. — 3-бас. — Алматы: Атамұра, 201 2 .- 128 б.
14. Всемирная история средних веков : учебник для 7 кл.общеобразовательной школы / сост. : С. Ә. Тортаев, М. Маженова. — Алматы : Атамұра, 2003. — 192 с.
15. Всемирная история средних веков : хрестоматия : для 7 кл. общеобразовательной школы / сост. : С. М. Машимбаев [и др.]. − 4 -е изд. — Алматы : Атамүра, 2016. — 141. [1] с.97
16. Всемирная история (с 1945 г. — по настоящее время): хрестоматия : учеб, для 10 кл. 12-летних школ / сост. : К. Т. Жумагулов, Г. К. Кокебаева, М. С. Байсымакова. — Алматы :Мектеп, 201 2 .- 108 с.
17. Исторический факультет : 70 лет Казахскому Национальному университету имени аль-Фараби / редкол.: Ж. К. Таймагамбетов, Э. Д. Телеуова, Б. К. Рахимбекова, К. М. Атабаев, С. К. Жакупбек, К. Т. Жумагулов, К. С. Каражан, А. Б. Калыш, С. М. Машимбаев, Т. О. Омарбеков, А. Т. Толеубаев, Е. М. Тургумбаев. — Алматы : Изд-во Кітап, 2004. — 144с.
18. Хрестоматия по новейшей истории стран Европы и Америки (1945—2000 гг.): для студентов ист. фак. вузов / сост. С. М. Машимбаев ; КазНУ им. аль-Фараби. — Алматы : Қазақ ун-ті, 2004. — 226, [3] с.

## Награды и звания
1. Доктор исторических наук (2001)
2. профессор
3. Академик Академии гуманитарных наук (2006)
4. «Победитель социалистического соревнования» (1974)
5. «Отличник образования Казахской ССР» (1984)
6. Медаль «Ветеран труда» (1989)
7. «Почетный работник образования РК» (2009,2019)
8. «Почетный гражданин» Казталовского района Западно-Казахстанской области" (2014)
9. Юбилейный медаль «Әл-Фараби атындағы Қазақ ұлттык университетіне 80-жыл» (2014)